# Universidad de Texas Valle del Río Grande
La Universidad de Texas Valle del Río Grande (en idioma inglés y oficialmente The University of Texas Rio Grande Valley, UTRGV) es una universidad pública de Texas, con campus en Edinburg y Brownsville y sedes en Harlingen, McAllen, Rio Grande City, y South Padre Island. Forma parte del sistema de la Universidad de Texas.

## Historia
UTRGV es el resultado de la fusión llevada a cabo en 2015 entre la Universidad de Texas–Pan American y la Universidad de Texas en Brownsville.

## Deportes
UTRGV participa en las competiciones universitarias organizadas por la NCAA, y forma parte de la Western Athletic Conference.

## Radio
KJJF 88.9 FM y KHID 88.1 FM - formato programas de cultural, y música del mundo